# WrestleDream (2024)
WrestleDream 2024 a fost un eveniment de wrestling pay-per-view⁠(d) (PPV) produs de promoția americană All Elite Wrestling (AEW). A fost al doilea WrestleDream anual și a avut loc pe 12 octombrie 2024, la Tacoma Dome din Tacoma, Washington. Ca și în cazul evenimentului de anul precedent, spectacolul a avut loc în onoarea fondatorului New Japan Pro-Wrestling (NJPW), Antonio Inoki, care a murit la 1 octombrie 2022.
| ← Anterior All Out | Următor → Full Gear |

| ← Anterior 2023 | Următor→ — |

La eveniment au fost disputate treisprezece meciuri, inclusiv patru la pre-show-ul „Zero Hour”; pre-show-ul „Zero Hour” a inclus și o ceremonie comemorativă pentru Antonio cu nepoții săi Naoto și Hirota Inoki. În Main Event, Jon Moxley l-a învins pe Bryan Danielson prin supunere  pentru a câștiga AEW World Championship, punând capăt carierei de wrestling full time a lui Danielson. În alte meciuri, Konosuke Takeshita i-a învins pe fostul campion Will Ospreay și Ricochet într-un meci triple threat pentru a câștiga AEW International Championship, iar în meciul de deschidere, Jay White l-a învins pe „Hangman” Adam Page. Evenimentul a fost notabil și pentru revenirile lui Adam Cole, MJF și Swerve Strickland.

## Rezultate
| No. | Rezultate | Tip de meci                                              | Timp  |
| --- | --- | -------------------------------------------------------- | ----- |
| 1P  | Brian Cage învinge pe Atlantis Jr. (c) prin pinfall | Meci Singles pentru ROH World Television Championship    | 11:00 |
| 2P  | Anna Jay o învinge pe Harley Cameron prin pinfall | Meci Singles                                             | 8:20  |
| 3P  | The Acclaimed (Anthony Bowens și Max Caster) (cu "Daddy Ass" Billy Gunn) Învinge pe MxM Collection (Mansoor și Mason Madden) (cu Rico) prin pinfall | Meci Tag Team                                            | 11:25 |
| 4P  | The Conglomeration (Orange Cassidy și Kyle O'Reilly) și The Outrunners (Turbo Floyd și Truth Magnum) (cu Rocky Romero) Înving pe The Dark Order (Alex Reynolds și John Silver) și The Premier Athletes (Ariya Daivari și Tony Nese) (with "Smart" Mark Sterling, Josh Woods, și Evil Uno) prin pinfall | Meci Eight-man Tag Team                                  | 11:30 |
| 5   | Jay White Învinge pe "Hangman" Adam Page prin pinfall | Meci Singles                                             | 16:20 |
| 6   | Mariah May (c) o Învinge pe Willow Nightingale prin pinfall | Meci Singles pentru AEW Women's World Championship       | 10:50 |
| 7   | Jack Perry (c) Învinge pe Katsuyori Shibata prin pinfall | Meci Singles pentru AEW TNT Championship                 | 9:20  |
| 8   | Konosuke Takeshita (cu Don Callis) Învinge pe Will Ospreay (c) și Ricochet prin pinfall | Meci Triple Threat pentru AEW International Championship | 20:45 |
| 9   | Hologram Învinge pe The Beast Mortos: 2–1 | Meci Two out of three falls                              | 16:40 |
| 10  | Darby Allin Învinge pe Brody King prin pinfall | Meci Singles                                             | 12:20 |
| 11  | The Young Bucks (Matthew Jackson și Nicholas Jackson) (c) Înving pe Private Party (Zay și Quen) prin pinfall | Meci Tag Team pentru AEW World Tag Team Championship     | 15:50 |
| 12  | Mark Briscoe (c) Învinge pe Chris Jericho (cu Big Bill) prin pinfall | Meci Singles pentru ROH World Championship               | 15:20 |
| 13  | Jon Moxley (cu Marina Shafir) Învinge pe Bryan Danielson (c) prin technical submission | Meci Singles pentru AEW World Championship               | 27:00 |